# Núria de Gispert
Núria de Gispert i Català, née le 6 avril 1949 à Barcelone, est une avocate et femme politique espagnole, membre de l’Union démocratique de Catalogne et présidente du Parlement de Catalogne du 17 décembre 2010 au 27 septembre 2015, date des élections autonomiques anticipées.